# Bolostromus suspectus
Bolostromus suspectus is een spinnensoort uit de familie Cyrtaucheniidae. De soort komt voor in Oeganda.